# Голуб (герб)
Голуб (пол. Hołub) — давній шляхетський герб руського походження, різновид герба Сирокомля. Герб використовувався приблизно 10 польськими, українськими та литовськими родами, в основному родиною Голубів.

## Описи герба
«На червоному полі срібна ленкавиця, на яку зверху накладено правосторонній гак. У клейноді три пера страуса. Намет червоний, підбитий сріблом. 
Існують версії з полем блакитного кольору.

## Історія герба
Ймовірно утворений шляхом еволюції герба Сирокомля. У польських гербовниках різних часів зустрічаються різні інтерпретації основного символу герба. Інші назви герба: «Сирокомля Голубів» (схожість з основною фігурою гербів Сирокомля і Абданк) або «Три крокви» (оскільки основний символ герба Абданк нагадує крокви).

## Відомі особистості
До герба Голуб належали:
- Юрій Голуб, козачий полковник часів визвольної війни
- Іван Голуб — тесть гетьмана Івана Самойловича, згодом отримав від зятя землі під містом Кролевець.

## Зовнішні посилання
- опис гербів Холуб [Архівовано 22 серпня 2018 у Wayback Machine.].